# 超!A&G+
超!A&G+（ちょう エーアンドジープラス）は、文化放送が運営していたアニラジ専門のインターネットラジオである。アニメ・ゲーム・声優関連の番組を中心に、ストリーミング配信を行っていた。
2007年9月3日から2011年3月31日までは文化放送が制作しデジタルラジオ推進協会が実用化試験放送していた地上デジタルラジオ「DigiQ+N 93」9302chのサービス名でもあった。
2025年3月31日からは文化放送が運営する配信プラットフォーム『QloveR』内に設けられた「超!A&G+チャンネル」として運営されている。

## 概要
文化放送（AM1134kHz、FM91.6MHz）で展開している『A&Gゾーン』のインターネットラジオ版で、オリジナル番組を中心に、地上波との同時・時差ネット番組を織り交ぜて配信していた。
かつて、文化放送が参加していたデジタルラジオサービス『DigiQ+N 93』（デジキューン・きゅうじゅうさん）の9301chで放送されていた、『UNIQue the RADIO』からアニラジ番組枠を分割・拡大し、2007年9月3日より放送を開始した、『DigiQ+N 93 9302ch』を端緒としている。この頃から、デジタルラジオを受信できないリスナー向けに、インターネットでのストリーミング同時配信を開始。
地上デジタルラジオの実用化試験放送は、2011年3月31日をもって終了した。同日まで、放送とのサイマル配信を行っていたインターネットでのストリーミング配信は、同時終了とはならず、地上デジタルラジオ閉局翌日の4月1日以降は、インターネットラジオ局に業態変更の上、インターネット配信を継続していた。
2012年4月1日には、アーカイブ配信専門の『AG-ON』（エジオン）が開設され、一部の番組を、配信終了後に遅れて公開するようになった。後に機能強化を行なった『AG-ON Premium』へと移行し、AG-ONは2017年12月28日にサービスを終了した。AG-ON Premiumでは著作権の都合上から超!A&G+でストリーミング配信されたものから、BGMや楽曲パートを削除したものが配信されていた。2020年1月22日には、YouTubeにも文化放送A&Gチャンネルが開設され、1月29日から一部の番組のアーカイブが無料で公開されるようになった（後に同時生配信や特別番組の配信も行われていた）。なお、AG-ON Premiumは2024年3月31日にサービスを終了した。
文化放送取締役の片寄好之によると、「安いということも含めて意外と人気で、ほとんどスポンサー付きで、制作費は完全に回収できている」、「地上波と比べて放送単価は安いが、熱量の高いファンの存在を生かして、イベント開催やグッズ類で収益化を図っている」としていた。
2025年1月21日、文化放送は同年3月31日をもって、超!A&G+のサービスを終了すると発表した。同年3月30日をもって、レギュラー番組の配信は全て終了し、同月31日16時から20時に特別番組『ありがとう超!A&G+〜17年半の超!大反省会』（パーソナリティは鷲崎健と井口裕香）を配信した後に、サービスを終了した。なお、超!A&G+で配信されていた一部の番組は、同年3月31日より文化放送が運営する配信プラットフォーム『QloveR』での配信、もしくは同年4月1日より地上波での放送に移行した（外部が制作した一部の番組については他社配信プラットフォームに移管する対応がなされた）。なお、QloveRのサービス開始時よりサイマル配信を行っていた「超!A&G+チャンネル」については、同年3月31日より地上波A&G番組のみを編成したタイムテーブルへのリニューアルを実施した上でサービス終了以前と同様の体制でストリーミング配信は継続し、画質もそれ以前の簡易動画からフルHDに転換された。

## 放送・配信時間
※本節では以下、デジタルラジオ放送時代は「配信」を「放送」と読み替えるものとする。
配信開始は、各曜日ともにフォーマットで固定されており（2013年3月18日配信開始）、開始1分前にCMが流された後、本配信に入る。
配信休止に入る時は、男声による「Cho A&G Plus.」というアイキャッチが流れるのみ。また、休止中はフィラーとして鳥のさえずる声や波の音などの自然音が流れていた。
デジタルラジオ時代は、戸塚利絵による局名告知が行われ、放送開始時は、これに加えて女声の「Good morning. DigiQ+N Ninty-three〜♪」と歌うアイキャッチも流された。
原則として、24時間配信は行っておらず（単発的に終夜配信になる程度である）、2023年4月以降は大幅に配信時間が縮小された。
| 実用化試験放送期間            | 放送時間       | 放送時間       | 放送時間       | 備考 |
| 実用化試験放送期間            | 平日           | 土曜日         | 日曜日         | 備考 |
| ----------------------------- | -------------- | -------------- | -------------- | --- |
| 2007年9月3日 - 2009年10月4日  | 6:00 - 翌2:00  | 6:00 - 翌2:00  | 6:00 - 翌1:00  | 2008年12月31日は年末年始編成のため、1時間繰り下げの翌3:00終了 |
| 2009年10月5日 - 2011年3月31日 | 6:00 - 翌3:00  | 6:00 - 翌3:00  | 6:00 - 翌1:00  | 2009年12月31日は年末年始編成のため、1時間繰り下げの翌4:00終了 2010年4月9日は特別番組編成のため翌4:00終了 2010年12月31日は年末年始編成のため、2時間繰り下げの翌5:00終了 2011年3月31日は放送事業者としての閉局日のため、翌0:00終了 |
| 配信期間                      | 配信時間       | 配信時間       | 配信時間       | 備考 |
| 配信期間                      | 平日           | 土曜日         | 日曜日         | 備考 |
| 2011年4月1日 - 4月3日         | 6:00 - 翌3:00  | 6:00 - 翌3:00  | 6:00 - 翌1:00  | 2011年4月1日は配信専業としての開局日のため、0:00 - 3:00にも配信を実施 |
| 2011年4月4日 - 5月29日        | 6:00 - 翌4:00  | 6:00 - 翌3:00  | 6:00 - 翌1:30  | 2011年4月4日 - 4月8日は特別番組編成のため、終夜配信 |
| 2011年5月30日 - 7月3日        | 6:00 - 翌4:00  | 6:00 - 翌3:00  | 6:00 - 翌2:00  | |
| 2011年7月4日 - 2012年1月29日  | 6:00 - 翌4:00  | 6:00 - 翌4:00  | 6:00 - 翌2:00  | |
| 2012年1月30日 - 2013年1月6日  | 6:00 - 翌4:00  | 6:00 - 翌4:00  | 6:00 - 翌3:00  | |
| 2013年1月7日 - 3月31日        | 6:00 - 翌4:00  | 6:00 - 翌4:00  | 6:00 - 翌2:00  | |
| 2013年4月1日 - 2020年9月27日  | 6:00 - 翌4:00  | 6:00 - 翌4:00  | 6:00 - 翌3:00  | 2015年4月5日は新番組初回番組の配信時間調整のための特別編成で 1時間繰り下げの翌4:00終了 |
| 2020年9月28日 - 2021年3月28日 | 6:00 - 翌3:30  | 6:00 - 翌3:30  | 6:00 - 翌3:00  | |
| 2021年3月29日 - 2021年10月1日 | 6:00 - 翌3:00  | 6:00 - 翌3:30  | 6:00 - 翌3:00  | |
| 2021年10月2日 - 2022年5月6日  | 6:00 - 翌3:00  | 6:00 - 翌3:00  | 6:00 - 翌3:00  | |
| 2022年5月7日 - 2023年4月2日   | 6:00 - 翌3:00  | 6:00 - 翌4:00  | 6:00 - 翌3:00  | |
| 2023年4月3日 - 2023年7月7日   | 16:00 - 翌2:00 | 13:00 - 翌3:30 | 13:00 - 翌2:30 | |
| 2023年7月8日 - 2024年3月31日  | 16:00 - 翌2:00 | 13:00 - 翌4:00 | 13:00 - 翌2:30 | |
| 2024年4月1日 - 2025年1月3日   | 17:00 - 翌2:00 | 13:00 - 翌4:00 | 13:00 - 翌2:30 | |
| 2025年1月4日 - 3月31日        | 17:00 - 翌2:00 | 13:00 - 翌2:30 | 13:00 - 翌2:30 | サービス終了日となる2025年3月31日は特別番組編成のため、16:00 - 20:00に配信 |

## 聴取方法
デジタルラジオ試験放送の終了後、インターネットでのストリーミング配信専門となっていた。
パソコン版はWindowsおよびmacOSの各ブラウザに対応、ただしパソコン版の場合は初回聴取時または不定期的に入力フォーム（個人名レベルではない）への記入を求められた。また、iPhoneやAndroidのスマートフォンでは公式アプリの『超!A&G+アプリ』でも番組を視聴できた。2024年4月1日からは『QloveR』の「超!A&G+チャンネル」でもサイマル配信が行われていた。
その他として、2018年12月18日からはAmazon Alexaでのスキル提供を開始した。Amazon Echo・Amazon Fire TVなどのAlexa対応端末、スマートフォンのAlexaアプリで音声のみの聴取が出来るほか、Echo Spot、Echo Showなどのディスプレイ付き端末や一部のFire TVでは動画番組を含めて視聴することが出来た。ただ、パソコン版に比べて30秒ほどのラグがあるほか、音声のみのため音質も向上している。
かつてはウィルコムの『W-ZERO3』シリーズ端末向けにも専用の公式サイトが設けられ、PHS回線を通じて視聴することができたが、2011年3月31日をもって提供は終了した。ただ、その後もFlash Playerの動作変更までは、『W-ZERO3』シリーズを含むWindows Mobile端末の場合は『Windows Media Player』にURLを直接入力することで再生可能であった。
なお、2010年12月24日まではInternet Explorer向けの『kikeruツールバー』でも聴取できた。
そのほか、ユーザーの手で独自開発された非公式アプリも存在した（Androidや一部のWindowsのバージョンに対応のものが存在した）。
また、ごくまれに当チャンネルオリジナルの番組が地上波（地方局含む）で遅れネットされることもあった。

### 簡易動画配信
2008年10月6日からは、各番組の放送・収録中のスタジオ内の様子や静止画などを同時配信する「簡易動画」付きの配信が開始された。これは、同年6月に実施した「超ラジ!GOLD SUPPORTERS」を対象にしたアンケートで、「簡易動画がつく事を希望する」という項目への回答が約85%も集まったことによる。
楽曲配信中は映像は曲によってはミュージックビデオが流れるが、ない場合はタイトル画面が表示されていた。原則、映像には楽曲情報は表示されなかった。
長らく画面比率4:3にて放送もしくは配信していたが、2013年3月18日よりワイドサイズの16:9に更新され、配信していた。
地上波で放送されているものなど、一部の番組は動画化されていないが、動画配信自体は常時送出されていた。動画非対応の番組の本編では、A&G+のロゴマークのアニメーション（2011年1月にリニューアル）が流され、ワイド化以降は画面中央下部に番組名が表示されるようになった（一部の番組を除く）。原則として通常は動画配信を行わない番組でも特別企画などで動画配信を行う場合もあった。
またCM中は、ワイド化までは主にお天気カメラの映像が使われていたが、ワイド化後は横方向に回転するA&G+のロゴマークのアニメーションに変更された。ただし、動画付きで配信している番組などのCMでは、独自の動画や静止画が挿入される場合があった。
年に一度開催される声優アワードの授賞式は、第4回以降特別番組として映像配信されており、普段の番組は配信時間が移動して配信されていた（超!A&G+スペシャルの枠が使用されることが多かった）。

## 番組一覧

### QloveR「超!A&G+チャンネル」での配信番組
|    | 月曜日                                | 火曜日                              | 水曜日 | 木曜日                                      | 金曜日                               | 土曜日                                                             | 日曜日                                     |    |
| -- | ------------------------------------- | ----------------------------------- | --- | ------------------------------------------- | ------------------------------------ | ------------------------------------------------------------------ | ------------------------------------------ | -- |
| 21 | 樋口楓のこんな良い時間に何してんねん! | 小原好美のココロおきなく            | 夕実&梨沙のラフストーリーは突然に | 斉藤壮馬・石川界人のダメじゃないラジオ      | くらぶカルデア FGOラジオステーション | A&G TRIBAL RADIO エジソン （文化放送地上波と同時配信）             | えなこの○○ラジオ                           | 21 |
| 21 | 早見沙織のふり〜すたいる♪             | 指出毬亜のさしでがましいようですが  | 伊達さゆりの 伊達にラジオやってません!!! | 日笠・佐倉は余談を許さない                  | くらぶカルデア FGOラジオステーション | A&G TRIBAL RADIO エジソン （文化放送地上波と同時配信）             | サンセルモ presents 結婚式は あいのなか で | 21 |
| 22 | 東山奈央のラジオ@リビング             | RADIO 4Gamer Tap（仮） （隔週配信） | 文化放送モバイルplus presents 生放送! 第2水曜：文化放送モバイルplus presents バトスピ大好き声優の生放送! 第3〜5水曜のいずれか：文化放送モバイルplus presents 寺島拓篤の生放送！ | 上田麗奈のひみつばこ                        | はーい!鈴代です! 今行きまーす!       | A&G TRIBAL RADIO エジソン （文化放送地上波と同時配信）             | IDOLY PRIDE コンバンハから始まる物語       | 22 |
| 22 | 葉山風花のHappy Lucky!                | RADIO 4Gamer Tap（仮） （隔週配信） | 文化放送モバイルplus presents 生放送! 第2水曜：文化放送モバイルplus presents バトスピ大好き声優の生放送! 第3〜5水曜のいずれか：文化放送モバイルplus presents 寺島拓篤の生放送！ | 芹澤優と古賀葵のヘブンバーンズレディオ      | 鈴原希実の明日はなんしちょっと?      | A&G TRIBAL RADIO エジソン （文化放送地上波と同時配信）             | 東京リベンジャーズ 相棒零泥威悪            | 22 |
| 23 | 配信休止                              | 配信休止                            | 配信休止 | 明治 presents 花澤香菜のひとりでできるかな? | 配信休止                             | A&Gメディアステーション FUN MORE TUNE （文化放送地上波と同時配信） | 配信休止                                   | 23 |
| 23 | 配信休止                              | 配信休止                            | 配信休止 | 配信休止                                    | 配信休止                             | A&Gメディアステーション FUN MORE TUNE （文化放送地上波と同時配信） | 配信休止                                   | 23 |
|    | 月曜日                                | 火曜日                              | 水曜日 | 木曜日                                      | 金曜日                               | 土曜日                                                             | 日曜日                                     |    |

### 「超!A&G+」サービス終了時点での配信番組
| [動]                                       | 簡易動画配信                                                               | [生]  | 生放送・生配信 （「配信中の番組」の項以外で記載）              |      |                                                 |
| 下記の凡例は、生配信・初回配信時のみに記載 |                                                                            |       |                                                                |      |                                                 |
| [文]                                       | 文化放送・NRN系列局で放送分の配信 （先行ネット・遅れネット・裏送り分含む） | [文+] | 文化放送と同時配信 （2011年3月まで文化放送プラスとも同時配信） | [P]  | Podcast QRで配信                                |
| [Q]                                        | QloveRで配信                                                               | [YT]  | YouTubeで配信                                                  | [NC] | ニコニコチャンネルで配信 （ニコニコ生放送含む） |
| [他]                                       | 他社が制作・放送または配信                                                 | [ME]  | マリン・エンタテインメント制作番組                             | [SS] | セカンドショット制作番組                        |

| 生配信 | 初回配信 | リピート配信 | 配信休止 |

「超!A&G+」サービス終了による番組の処遇を番組名の下に記載。放送局・配信元は、放送・配信順。
|     | 月曜日 | 火曜日 | 水曜日 | 木曜日 | 金曜日 | 土曜日 | 日曜日                                                                               |     |
| --- | --- | --- | --- | --- | --- | --- | ------------------------------------------------------------------------------------ | --- |
| 13  | 配信休止 | 配信休止 | 配信休止 | 配信休止 | 配信休止 | 東山奈央のラジオ@リビング | [YT]和田昌之と尾崎由香と世界のWADAX Radio →AuDeeで継続                               | 13  |
| 13  | 配信休止 | 配信休止 | 配信休止 | 配信休止 | 配信休止 | 夕実&梨沙のラフストーリーは突然に | 悠木碧のこしらえるラジオ                                                             | 13  |
| 14  | 配信休止 | 配信休止 | 配信休止 | 配信休止 | 配信休止 | 白石晴香のぽかぽかたいむ | [動]葉山風花のHappy Lucky!                                                           | 14  |
| 14  | 配信休止 | 配信休止 | 配信休止 | 配信休止 | 配信休止 | [動][YT]サンセルモ presents 結婚式は あいのなか で →QloveR・YouTube・文化放送・ラジオ大阪で継続 | [動]はーい!鈴代です! 今行きまーす!                                                   | 14  |
| 15  | 配信休止 | 配信休止 | 配信休止 | 配信休止 | 配信休止 | 上田麗奈のひみつばこ | [動][Q]えなこの○○ラジオ →文化放送・ラジオ大阪・QloveRで継続                          | 15  |
| 15  | 配信休止 | 配信休止 | 配信休止 | 配信休止 | 配信休止 | 菱川花菜のはなことば。 | アフィリア魔法学院放送部 →番組終了                                                   | 15  |
| 16  | 配信休止 | 配信休止 | 配信休止 | 配信休止 | 配信休止 | [動]逢田梨香子のRARARAdio | [動]内田真礼とおはなししません?                                                      | 16  |
| 16  | 配信休止 | 配信休止 | 配信休止 | 配信休止 | 配信休止 | [動][NC]学園祭学園プレゼンツ 喋れ!学園祭 →YouTubeで継続 | 伊達さゆりの 伊達にラジオやってません!!!                                             | 16  |
| 17  | 上田麗奈のひみつばこ                                                                                               | 白石晴香のぽかぽかたいむ                                                                                           | ラジオどっとあい | 早見沙織のふり〜すたいる♪                                                                                          | [動][YT]アクターズゲート | 超!A&G+スペシャル | [動]芹澤優と古賀葵のヘブンバーンズレディオ                                           | 17  |
| 17  | [動]指出毬亜のさしでがましいようですが                                                                             | 小原好美のココロおきなく                                                                                           | [P][YT]ノン子とのび太のアニメスクランブル →番組終了 | 小原好美のココロおきなく                                                                                           | [YT]A&GアカデミーPresents | 超!A&G+スペシャル | [動]ひだかくま                                                                       | 17  |
| 18  | [動]逢田梨香子のRARARAdio                                                                                          | [動]内田雄馬 Heart Heat Hop                                                                                        | 東山奈央のラジオ@リビング | 柿原徹也 Radigenic Night                                                                                           | [動]内田真礼とおはなししません? | 早見沙織のふり〜すたいる♪ | 小松未可子のSunday Share Night                                                       | 18  |
| 18  | [文]樋口楓のこんな良い時間に何してんねん! →文化放送・QloveRで継続                                                  | 斉藤壮馬 Strange dayS                                                                                              | 菱川花菜のはなことば。 →番組終了 | [動]千葉翔也のトゥー・ビー・ナイト                                                                                 | [動][YT]i☆Ristation!! →番組終了 | [動][YT]遊☆戯☆王GO RADIO!! →番組終了 | [動]日笠・佐倉は余談を許さない                                                       | 18  |
| 19  | [動][YT]石原夏織のCarry up!? →YouTubeで『石原夏織のCarry up!? NEXT』に改題し配信                                   | [動][YT][NC]薮島朱音の強くなるラジオ →YouTubeで継続                                                                | [動][Q]葉山風花のHappy Lucky! →QloveR・文化放送で継続 | [YT]悪役令嬢ラジオおじさん →番組終了                                                                               | [YT][NC]鈴原希実の明日はなんしちょっと? →文化放送・ラジオ大阪・QloveRで継続（地上波は月1）                                            | [動]本渡楓と天津飯大郎の「本渡上陸作戦」 | 明治 presents 花澤香菜のひとりでできるかな?                                          | 19  |
| 19  | [動]豊田萌絵 with もえころがし →番組終了                                                                           | [動]内田真礼とおはなししません? →KBCラジオ（九州朝日放送）・音泉で『内田真礼とおはなししません!?』に改題し継続     | [動]えなこの○○ラジオ | [YT]土岐隼一 ラジオ“Time with You” →音泉で継続                                                                     | [動]内田雄馬 Heart Heat Hop | 悠木碧のこしらえるラジオ →番組終了 | [文]早見沙織のふり〜すたいる♪ →QloveRで継続                                          | 19  |
| 20  | [動][YT]A&G NEXT STEP HOOOOPE! →YouTube「文化放送エクステンドチャンネル」で継続。各パーソナリティが月1ずつ配信に。 | [動][YT]A&G NEXT STEP HOOOOPE! →YouTube「文化放送エクステンドチャンネル」で継続。各パーソナリティが月1ずつ配信に。 | [動][YT]A&G NEXT STEP HOOOOPE! →YouTube「文化放送エクステンドチャンネル」で継続。各パーソナリティが月1ずつ配信に。                                                         | [動][YT]A&G NEXT STEP HOOOOPE! →YouTube「文化放送エクステンドチャンネル」で継続。各パーソナリティが月1ずつ配信に。 | [動][NC]学園祭学園 青木佑磨のザ・ゴールデン・ゴールド・ゴー・ゴー →番組終了 ▽40 - 50[動][NC]渡辺壮亮・浜乃上あぐのRadioGiGs →番組終了 | [YT]井澤詩織の怪談喫茶 →番組終了 | [YT]小原好美のココロおきなく →QloveR・文化放送・ラジオ大阪で継続                     | 20  |
| 20  | [動][YT]A&G NEXT STEP HOOOOPE! →YouTube「文化放送エクステンドチャンネル」で継続。各パーソナリティが月1ずつ配信に。 | [動][YT]A&G NEXT STEP HOOOOPE! →YouTube「文化放送エクステンドチャンネル」で継続。各パーソナリティが月1ずつ配信に。 | [動][YT]A&G NEXT STEP HOOOOPE! →YouTube「文化放送エクステンドチャンネル」で継続。各パーソナリティが月1ずつ配信に。                                                         | [動][YT]A&G NEXT STEP HOOOOPE! →YouTube「文化放送エクステンドチャンネル」で継続。各パーソナリティが月1ずつ配信に。 | [動][NC]学園祭学園 青木佑磨のザ・ゴールデン・ゴールド・ゴー・ゴー →番組終了 ▽40 - 50[動][NC]渡辺壮亮・浜乃上あぐのRadioGiGs →番組終了 | [YT]AVIOTラジオ →「若山詩音」のみYouTubeで継続 | [P]白石晴香のぽかぽかたいむ →文化放送・PodcastQR・Spotify・Amazon Musicで継続        | 20  |
| 21  | [動][YT]ブルアカらじお! →YouTubeで継続                                                                             | [動][YT][他]鈴村健一のラジベース →ABEMA・文化放送で継続                                                            | [YT]夕実&梨沙のラフストーリーは突然に →QloveR・文化放送で継続 | [動]葉山風花のHappy Lucky!                                                                                         | [動][文][YT]くらぶカルデア FGOラジオステーション →QloveR・YouTube・文化放送で継続（文化放送は10分のミニ版）                           | [文+]A&G TRIBAL RADIO エジソン →文化放送・QloveRで継続 ▽21:45 - 21:55[YT]エパリダ 元教え子たちのラジオ 〜最深情報、お届けします〜 ▽22:05 - 22:15[Q][YT]グリモアpresents ブレ×ブレ ラジオのようなもの ▽22:40- 22:50[P]週刊秋田書店 ラジオ編集部 | [文+][YT]Aiming presents 加隈亜衣・森なな子のチームキャラバン ラジオベース →番組終了 | 21  |
| 21  | [動][YT]ブルアカらじお! →YouTubeで継続                                                                             | [動][YT][他]鈴村健一のラジベース →ABEMA・文化放送で継続                                                            | [文][P][YT]伊達さゆりの 伊達にラジオやってません!!! →QloveR・文化放送・PodcastQR・YouTube・Spotify・Amazon Musicで継続                                                     | [動][文][YT][他]日笠・佐倉は余談を許さない →文化放送・QloveR・音泉・YouTubeで継続                                  | [動][文][YT]くらぶカルデア FGOラジオステーション →QloveR・YouTube・文化放送で継続（文化放送は10分のミニ版）                           | [文+]A&G TRIBAL RADIO エジソン →文化放送・QloveRで継続 ▽21:45 - 21:55[YT]エパリダ 元教え子たちのラジオ 〜最深情報、お届けします〜 ▽22:05 - 22:15[Q][YT]グリモアpresents ブレ×ブレ ラジオのようなもの ▽22:40- 22:50[P]週刊秋田書店 ラジオ編集部 | [動][YT]IDOLY PRIDE コンバンハから始まる物語 →QloveR・YouTubeで継続                  | 21  |
| 22  | [動][NC][ME]井口裕香のむ〜〜〜ん⊂（ ＾ω＾）⊃ →「井口裕香のむ～～～ん し～ずん２」として、ニコニコ生放送で継続      | [動][Q][YT]RADIO 4Gamer Tap（仮） →QloveR・YouTubeで継続                                                           | [動]文化放送モバイルplus presents 生放送!&AG-ON Premium アワー →「バトスピ大好き声優の生放送!」「寺島拓篤の生放送!」は、QloveRで継続 [NC]能登麻美子 おはなしNOTE →番組終了 | [動][NC][SS]豊崎愛生のおかえりらじお →番組終了                                                                     | [動][他]鈴村健一のラジベースDUO →文化放送・ABEMAで継続                                                                                | [文+]A&G TRIBAL RADIO エジソン →文化放送・QloveRで継続 ▽21:45 - 21:55[YT]エパリダ 元教え子たちのラジオ 〜最深情報、お届けします〜 ▽22:05 - 22:15[Q][YT]グリモアpresents ブレ×ブレ ラジオのようなもの ▽22:40- 22:50[P]週刊秋田書店 ラジオ編集部 | [動]逢田梨香子のRARARAdio →番組終了                                                  | 22  |
| 22  | [動][NC][ME]井口裕香のむ〜〜〜ん⊂（ ＾ω＾）⊃ →「井口裕香のむ～～～ん し～ずん２」として、ニコニコ生放送で継続      | [動][Q][YT]RADIO 4Gamer Tap（仮） →QloveR・YouTubeで継続                                                           | [動]文化放送モバイルplus presents 生放送!&AG-ON Premium アワー →「バトスピ大好き声優の生放送!」「寺島拓篤の生放送!」は、QloveRで継続 [NC]能登麻美子 おはなしNOTE →番組終了 | [動][NC][SS]豊崎愛生のおかえりらじお →番組終了                                                                     | [動][YT]本渡楓と天津飯大郎の「本渡上陸作戦」 →文化放送・YouTubeで継続                                                                 | [文+]A&G TRIBAL RADIO エジソン →文化放送・QloveRで継続 ▽21:45 - 21:55[YT]エパリダ 元教え子たちのラジオ 〜最深情報、お届けします〜 ▽22:05 - 22:15[Q][YT]グリモアpresents ブレ×ブレ ラジオのようなもの ▽22:40- 22:50[P]週刊秋田書店 ラジオ編集部 | [文][YT]青山なぎさのまよわずなぎさ →番組終了                                         | 22  |
| 23  | [YT]東山奈央のラジオ@リビング →QloveR・文化放送で継続                                                              | [動][YT]ひだかくま →番組終了                                                                                       | [YT]BUSTAFELLOWS RADIO →YouTube・Podcastで継続 | [文]明治 presents 花澤香菜のひとりでできるかな? →文化放送・QloveRで継続                                            | [他]斉藤壮馬 Strange dayS →文化放送・ABEMAで継続                                                                                      | [文+]A&Gメディアステーション FUN MORE TUNE →文化放送・QloveR・KBS京都で継続 ▽35 - 45[YT]月桂冠 presents 安元洋貴の笑われるセールスマン（仮）                                                                                                   | [動][文][YT]内田雄馬 Heart Heat Hop →番組終了                                        | 23  |
| 23  | [動][YT]阿部寿世 with a smile →番組終了                                                                            | [動][YT]はーい!鈴代です! 今行きまーす! →QloveR・YouTubeで音声のみ継続                                              | [Q]斉藤壮馬・石川界人のダメじゃないラジオ →文化放送・QloveRで継続 | 上田麗奈のひみつばこ →文化放送・ラジオ大阪・QloveRで継続                                                           | [NC]思春期が終わりません!! →HiBiKi Radio Stationで継続                                                                                | [文+]A&Gメディアステーション FUN MORE TUNE →文化放送・QloveR・KBS京都で継続 ▽35 - 45[YT]月桂冠 presents 安元洋貴の笑われるセールスマン（仮）                                                                                                   | [NC][ME]Neu天才軍師 →番組終了                                                        | 23  |
| 翌0 | [動][NC]鷲崎健のヨルナイト×ヨルナイト ▽30 - 40[動][NC]EverdreaM ENDLESS RADIO →ニコニコ生放送で継続。週1配信に。   | [動][NC]鷲崎健のヨルナイト×ヨルナイト ▽30 - 40[動][NC]EverdreaM ENDLESS RADIO →ニコニコ生放送で継続。週1配信に。   | [動][NC]鷲崎健のヨルナイト×ヨルナイト ▽30 - 40[動][NC]EverdreaM ENDLESS RADIO →ニコニコ生放送で継続。週1配信に。                                                           | [動][NC]鷲崎健のヨルナイト×ヨルナイト ▽30 - 40[動][NC]EverdreaM ENDLESS RADIO →ニコニコ生放送で継続。週1配信に。   | [YT]大塚剛央&坂泰斗のあんどーナッツ! →番組終了                                                                                        | [P]小松未可子のSunday Share Night →番組終了 | [P][YT]内山昂輝の1クール! →番組終了                                                  | 翌0 |
| 翌0 | [動][NC]鷲崎健のヨルナイト×ヨルナイト ▽30 - 40[動][NC]EverdreaM ENDLESS RADIO →ニコニコ生放送で継続。週1配信に。   | [動][NC]鷲崎健のヨルナイト×ヨルナイト ▽30 - 40[動][NC]EverdreaM ENDLESS RADIO →ニコニコ生放送で継続。週1配信に。   | [動][NC]鷲崎健のヨルナイト×ヨルナイト ▽30 - 40[動][NC]EverdreaM ENDLESS RADIO →ニコニコ生放送で継続。週1配信に。                                                           | [動][NC]鷲崎健のヨルナイト×ヨルナイト ▽30 - 40[動][NC]EverdreaM ENDLESS RADIO →ニコニコ生放送で継続。週1配信に。   | [YT]小林千晃のBlue Monologue →番組終了                                                                                                | [動][YT]指出毬亜のさしでがましいようですが →QloveR・文化放送で継続 | [動][NC]千葉翔也のトゥー・ビー・ナイト →番組終了                                     | 翌0 |
| 翌1 | [動]サンセルモ presents 結婚式は あいのなか で                                                                     | [NC][他]洲崎西 →ニコニコチャンネル・YouTubeで継続                                                                  | [YT][NC][ME]千葉翔也・野上翔の翔福翔来!! →番組終了 | [動][文][Q][YT]芹澤優と古賀葵のヘブンバーンズレディオ →QloveR・文化放送・YouTubeで継続                             | 柿原徹也 Radigenic Night →番組終了 | 鈴原希実の明日はなんしちょっと? | [YT][NC][ME]RADIO M4!!!! →ニコニコチャンネル・YouTubeで継続                          | 翌1 |
| 翌1 | A&G CLUB MIX プレリス! →番組終了                                                                                   | [NC][SS]高垣彩陽のあしたも晴レルヤ →番組終了                                                                       | [YT][NC][ME]真夜中エンカウント →ニコニコチャンネル・YouTubeで継続 | 夕実&梨沙のラフストーリーは突然に                                                                                  | [YT][NC][SS]島﨑信長のパケドリ。 →YouTube・ニコニコチャンネルで継続                                                                   | [動]はーい!鈴代です! 今行きまーす! | [YT]雲水の今晩どうしましょう!? →音泉で継続                                           | 翌1 |
| 翌2 | 配信休止 | 配信休止 | 配信休止 | 配信休止 | [NC]伊福部崇のラジオのラジオ →番組終了                                                                                                | [文][YT]ラジオどっとあい →番組終了 | [文][YT]東京リベンジャーズ 相棒零泥威悪 →文化放送・QloveRで継続                      | 翌2 |
| 翌2 | 配信休止 | 配信休止 | 配信休止 | 配信休止 | [NC]伊福部崇のラジオのラジオ →番組終了                                                                                                | 配信休止 |                                                                                      | 翌2 |
|     | 月曜日 | 火曜日 | 水曜日 | 木曜日 | 金曜日 | 土曜日 | 日曜日                                                                               |     |

### 終了した番組
超!A&G+で放送または配信が終了した番組（ただし、他局では放送中の番組もある）。放送・配信期間は超!A&G+での初回放送日もしくは初回配信日（リピート放送もしくはリピート配信は除く）。

#### 終了したフロート番組
『A&G TRIBAL RADIO エジソン』、『A&Gメディアステーション こむちゃっとカウントダウンプラス』、『A&Gリクエストアワー 阿澄佳奈のキミまち!』内のフロート番組は除く

### 特別編成番組

#### 年末年始特別番組
大晦日の夜から元日の未明にかけて年越し特別番組が放送・配信されている。

#### 東京国際アニメフェア→AnimeJapanでの公式配信
文化放送は東京国際アニメフェア（TAF）の公式ラジオ局に指定され、かつ「文化放送 A&Gブース」を出展していたことから、2008年から2010年まで会場から公開生放送特別番組を放送しており、2012年も会場から公開生放送特別番組を配信していた。また、レギュラー番組として『東京国際アニメフェア 超!ステーション』を2008年4月10日から2010年度まで放送し、2011年度から2012年9月30日まで配信していた。なお、特別番組・レギュラー番組ともに2012年で終了したが、ブースへの出展は2013年も継続された。
なお、東京国際アニメフェアは2012年度をもって終了している。2013年度末からはアニメ コンテンツ エキスポと統合し、AnimeJapanが開催され、引き続き「文化放送 A&Gブース」として出展が継続されていたが、2024年のAnimeJapanには「文化放送 A&Gブース」の出展は無かったため、2023年の開催をもって2008年の東京国際アニメフェア時代から15年にわたる公開放送を完全撤退した。